# Дегенфельд, Кристоф Мартин фон
Барон Кристоф Мартин фон Дегенфельд (нем. Christoph Martin Freiherr von Degenfeld, 1599—1653) — военачальник времён Тридцатилетней и 6-й Венецианско-турецкой войн.

## Биография
Кристоф Мартин фон Дегенфельд родился в 1599 году в городе Гайслинген-ан-дер-Штайге; происходил из старинной швабской фамилии, был четвёртым сыном Конрада фон Дегенфельда (ум. 1600) и Маргарет фон Цюльнхарт (ум 1608). Отец был убит в октябре 1600 года, когда мальчику не было ещё и года, дед Кристоф фон Дегенфельд умер в 1604 году, а его мать — в 1608 году.

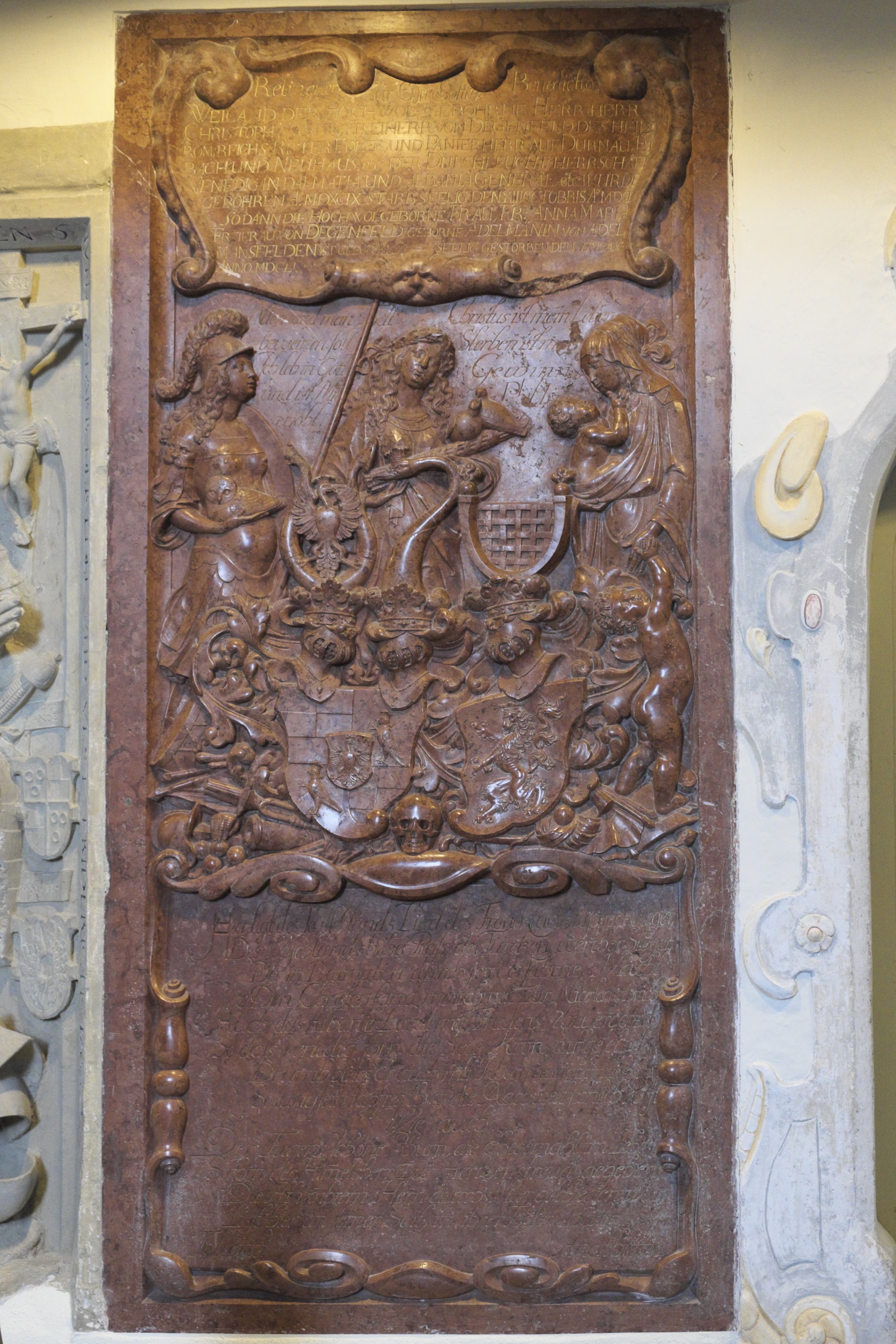
Эпитафия фон Дегенфельду в Церковь Святого Кириака (Дюрнау) в коммуне Дюрнау (Германия)

Кристоф Мартин и два старших брата, которые были ещё живы после смерти матери, получили надлежащее образование от брата своей матери, Никласа фон Цюльнхарта цу Дюрнау, и затем обучались в различных университетах. Юношей он побывал в 1613 году в Страсбурге, в 1614 году в Йене, в 1615 году в Гиссене, в 1616 году в Тюбингене и в 1617 году в Женеве, откуда отправился во Францию, затем в Голландию и Англию.
После начала Тридцатилетней войны в 1618 году Кристоф Мартин фон Дегенфельд вернулся домой и в 1619 году служил кавалеристом в личной роте маркграфа Карла цу Баден-Дурлаха. В 1621 году он поступил на службу в императорскую армию вместе со своим братом Кристофом Вольфгангом. В 1624 году он уже был командиром роты, затем был ритмейстером (ротмистром) кирасирского полка и сражался под командованием Валленштейна в Венгрии против князя Габора. Позже он сражался в чине риттмейстера по приказу Тилли против графа Эрнста фон Мансфельда, отличился в битвах при Вимпфене и Хёхсте, после чего ему было присвоено звание оберствахмейстера, и ему было поручено сообщить о победе императорскому двору в Вене, где он, его брат Кристоф Вольфганг и кузен Кристоф Якоб в 1625 году получили разрешение от Фердинанда II использовать к своей фамилии титул «Freiherr», который его семья давно потеряла.
В 1632 году барон Кристоф Мартин Фрайхерр фон Дегенфельд перешёл на военную службу к шведам и сражался против имперцев при Нюрнберге и Люцене, с 1635 года был на французской службе начальником иноземной конницы.
В 1643 году перешел на службу к Венеции и в качестве генерал-губернатора Далмации прославился борьбой с турками в ходе Шестой Венецианско-турецкой войны.
Барон Кристоф Мартин Фрайхерр фон Дегенфельд скончался 13 октября 1653 года в Дюрнау.

## Семья

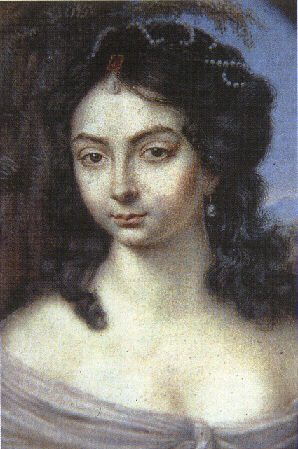
Дегенфельд, Мария Луиза фон

Дегенфельд был женат на Анне Марии из рода Адельманн фон Адельманнсфельден; в этом браке у них родилось 10 детей; почти все их сыновья пошли по стопам отца и тоже стали военными:
- Старший сын — Фердинанд фон Дегенфельд[нем.] (1629—1710) в возрасте шестнадцати лет вместе с отцом отправился в Далмацию и в результате огнестрельного ранения потерял зрение; он вернулся ко двору курфюрста Карла Людвига фон дер Пфальца и, несмотря на свою слепоту, получал высокие почётные должности в Курпфальце.
- Старшая дочь — Мария Сюзанна Луиза фон Дегенфельд[нем.] (1634—1677), родилась в Страсбурге, выйдя замуж за курфюрста получила титул Раугрефина[нем.].
- Максимилиан фон Дегенфельд (1645—1697) член тайного совета Пфальца, стал наследником семьи, был женат на Дегенфельд[нем.] (в девичестве Ландас; 1647—1683), умер естественной смертью.
- Густав фон Дегенфельд (1633—1659) — полковник шведской армии; погиб при штурме Копенгагена в ходе датско-шведской войны 1658—1660 гг.
- Адольф фон Дегенфельд (1640—1648) — был на венецианской службе; скончался от ранения в Кандии.
- Младший сын — Ганнибал фон Дегенфельд[нем.] (1648—1691), в качестве баварского фельдмаршала сражался против турок, был затем венецианским генерал-капитаном Мореи[7].
- Изабелла Софи фон Дегенфельд родилась 31 марта 1631 года.
- Шарлотта Кристина фон Дегенфельд родилась 2 сентября 1636 года, была замужем за Францем фон Велденом.
- Анна Катарина фон Дегенфельд (1638—1712) была замужем за Кристофом Альбрехтом фон Вольмерсхаузеном (1649—1708).